# Tetrabenazină
Tetrabenazina este un medicament utilizat în tratamentul tulburărilor motorii hiperkinetice din boala Huntington, sindromul Tourette și diskinezia tardivă. Calea de administrare disponibilă este cea orală.